# Epidius ganxiensis
Epidius ganxiensis is een spinnensoort in de taxonomische indeling van de krabspinnen (Thomisidae).
Het dier behoort tot het geslacht Epidius. De wetenschappelijke naam van de soort werd voor het eerst geldig gepubliceerd in 1999 door Chang-Min Yin, Peng & Joo-Pil Kim.